# Loch Finlaggan
Loch Finlaggan ist ein Süßwassersee im Nordosten der schottischen Hebrideninsel Islay. Nach dem mehr als viermal größeren Loch Gorm ist er der größte See auf Islay.

## Geschichte
Im See liegen drei Inseln, die archäologische Fundstätten aufweisen. Die Insel „Eilean Mòr“ (dt. Große Insel) diente den Lords of the Isles und vom 12. bis 16. Jahrhundert dem Clan MacDonald als Sitz. Es befinden sich Ruinen mehrerer Gebäude auf der Insel, darunter die Burgruine Finlaggan Castle und die einer Kapelle. Auf der Insel „Eilean na Comhairle“ (Rats-Insel) wurde möglicherweise Ratsversammlungen abgehalten. Der etwa auf halber Strecke an der Ostküste gelegte Crannóg „Eilean Mhuireill“ (Lage) diente möglicherweise einige Zeit als Gefängnis. „Eilean Mòr“ und „Eilean na Comhairle“ und ein Gebiet nordwestlich des Sees stehen unter der Bezeichnung „Finlaggan, settlement, burial ground and assembly site“ (Lage) unter Denkmalschutz. Nordöstlich des Sees befinden sich prähistorische Menhire (hier und hier).

## Beschreibung
Loch Finlaggan liegt in der „Finlaggan Fault“ zwischen den Bergen „Cnoc an Tighe“ (170 m) im Westen und „Robolls Hill“ (130 m) im Osten und zeigt die durch Gletscher in der Eiszeit entstandene typische Form. Der langgezogene, von Nordosten nach Südwesten verlaufene Loch Finlaggan weist eine Länge von 1,9 Kilometern bei einer Breite von 0,5 Kilometern auf, woraus sich ein Umfang von fünf Kilometern ergibt. Aus seiner mittleren Tiefe von 5,6 Metern ergibt sich ein Gesamtvolumen von 3.532.067 Kubikmetern. Das 642 Hektar umfassende Einzugsgebiet erstreckt sich im Wesentlichen nach Norden. Der See verfügt über verschiedene, meist namenlose Zuflussbäche. Sein wesentlicher Zufluss ist der am Nordostufer einmündende Finlaggan River. Der vom Südwestufer abfließende Bach vereint sich zum Sorn, der schließlich bei Bridgend in die Bucht Loch Indaal.